# Chimpanser
Slægten Chimpanser (Pan) er en slægt af menneskeaber med 2 nulevende arter:
Chimpanser er menneskets nærmeste nulevende slægtninge, da vi først blev splittet op for kun omkring 4-7 millioner år siden. Mennesket har derfor omkring 98-99 procent af vores gener tilfælles med chimpanserne. For nylig blev chimpansen splittet op i to forskellige arter:
- Den almindelige chimpanse (Pan troglodytes).
- Bonoboen (Pan paniscus), også kaldet dværgchimpansen.

De to arter ligner hinanden meget, men adfærdsmæssigt er de temmelig forskellige. Bonoboen er den chimpanseart der ligner mennesket mest.
- Wikimedia Commons har flere filer relateret til Chimpanser